# 김주영 (1977년생 작가)
김주영(1977년 8월 2일 ~ )은 대한민국의 작가이고, 특히 SF 판타지 작가 등으로도 유명한 이이다.
하이텔 SF동에 장편소설 나호 이야기를 연재하면서 작품 활동을 시작했다. 이 소설은 2000년 《그의 이름은 나호라 한다》로 출간되었고,《열 번째 세계》로 제 2회 황금드래곤 문학상을 수상했다. 장편과 단편, 라이트노벨과 아동소설, 추리소설을 가리지 않고 집필.
다섯 번째 장편소설인 시간 망명자에서 작가는 SF적 상상력을 바탕으로 과거와 연결된 거대한 미래세계를 구축하고, 그 문명 속에서 벌어질 법한 첨예한 갈등을 스릴러로 리얼하게 재구성, 4회 SF어워드 장편 부문 대상을 수상했다.

## 작품 및 저작

### 장편
- 《그의 이름은 나호라 한다》 - 2000년 11월, 시공사. 216쪽, ISBN 9788952708854
- 《열 번째 세계》 - 2004년 4월, 황금가지. 1권 295쪽. 2권 326쪽, ISBN 9788982736629
- 《이카, 루즈》- 2008년 7월, 서울문화사. ISBN 9788953288140
- 《여우와 둔갑설계도》 - 2009년 9월, 서울문화사. 200쪽. ISBN 9788926304655
- 《보름달 징크스》 - 2013년 7월, 기적의책. 336쪽. ISBN 9788996103141
- 《이 밤의 끝은 아마도》 - 2014년 6월, 온우주. 352쪽. ISBN 9788998711177
- 《공포의 과학 탐정단》 - 2015년 7월, 계림북스. 192쪽. ISBN 9788953330580
- 《시간 망명자》 - 2017년 1월, 인디페이퍼. 392쪽. ISBN 9791195966202

### 공동 작품집
- 《한국 환상 문학 단편선》중에서 〈크레바스 보험사〉 - 2008년 7월, 황금가지. ISBN 9788960172555
- 《U, Robot 유,로봇》중에서 〈천사가 지나가는 시간〉 - 2009년 2월, 황금가지. ISBN 9788960171923
- 《한국 환상문학 단편선 2》중에서 〈지구의 중력은 안녕하시니?〉 - 2009년 8월, 시작. ISBN 9788901098661